# APG-63 y APG-70
Los AN/APG-63 y AN/APG-70 son una familia de sistemas de radar multimodo todo tiempo diseñados inicialmente por la compañía estadounidense Hughes Aircraft (ahora Raytheon) para el caza de superioridad aérea McDonnell Douglas F-15 Eagle y el cazabombardero F-15E Strike Eagle, derivado del anterior. Estos sistemas de radar de impulsos Doppler y banda X están diseñados para misiones tanto aire-aire como aire-superficie; son capaces de buscar hacia arriba blancos que vuelan a gran altura y buscar hacia abajo blancos que vuelan a baja altitud sin ser confundidos por la orografía del terreno. Pueden detectar y rastrear aviones y otros blancos voladores más pequeños a altas velocidades hasta distancias más allá del alcance visual y hacia abajo hasta altitudes al nivel de las copas de los árboles. El radar proporciona información de los blancos al ordenador central del avión para un lanzamiento efectivo de las armas. Para combates aéreos cerrados, el radar adquiere automáticamente el avión enemigo y proyecta su información en la pantalla de visualización frontal HUD de la cabina.

### Radares similares
- Euroradar CAPTOR
- RBE2
- APG-65
- AN/APG-66
- RLPK-29
- N001
- PS-05/A